# Western Sanitary Commission

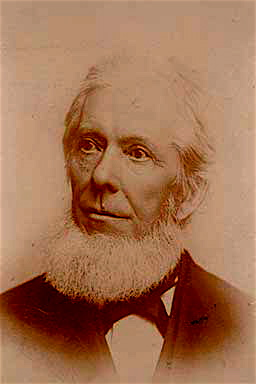
Le révérend William Greenleaf Eliot, pasteur unitarien, fut l'homme-clé de la Western Sanitary Commission (UUA Archives).

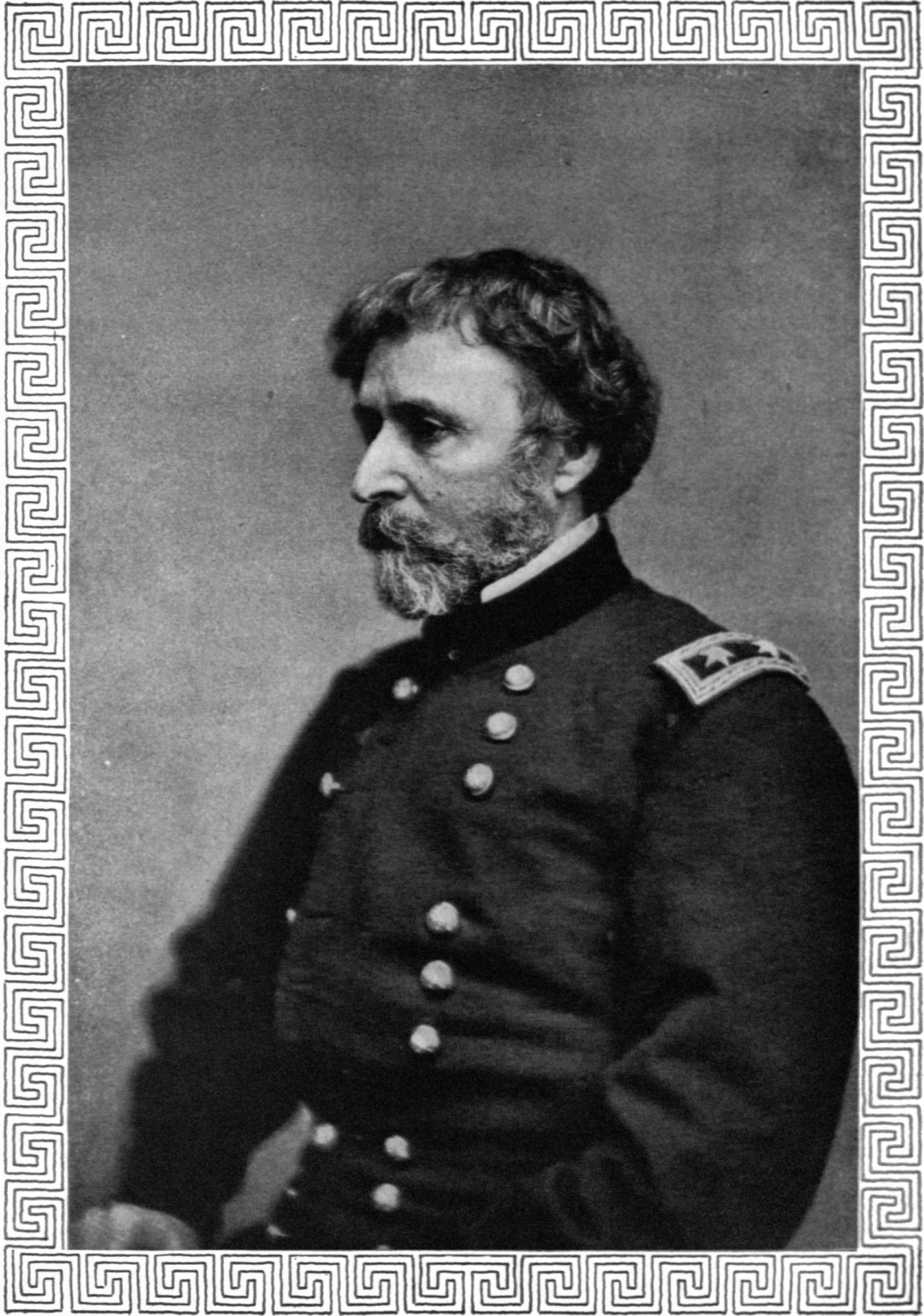
Le général John Charles Frémont officialisa la création de la Western Sanitary Commission (McClure's Magazine, mai 1907).

La Western Sanitary Commission était une organisation non gouvernementale de secours aux blessés et aux malades de l'Union, basée à Saint-Louis dans le Missouri, qui opéra à l'ouest du Mississippi pendant toute la durée de la guerre de Sécession. Elle organisa également l'accueil des réfugiés et des esclaves affranchis. Malgré les attaques répétées de la United States Sanitary Commission qui souhaitait en faire une de ses branches régionales, la WSC se vit confier tous les territoires à l'ouest des Alleghany et conserva une totale indépendance de financement et d'action jusqu'à la fin de la guerre.

## Création
La naissance de la Western Sanitary Commission fait suite à la bataille de Wilson's Creek, livrée le 10 août 1861 au sud de Springfield (Missouri). L'arrivée à Saint Louis, huit à dix jours plus tard, des 800 à 1 000 blessés de l'Union dépassa les capacités d'accueil de l'armée et des établissements civils,.
Dans cette période de crise, le général Frémont commandant la zone, accepta la création, sous la supervision de son directeur médical, d'une commission civile qui allait rapidement devenir la WSC.
C'est au révérend William Greenleaf Eliot (1811-1887), pasteur de l'Unitarian church of the Messiah, qu'est généralement attribuée cette démarche. Il était proche de Jessie Benton Frémont, l’épouse du général, ce qui permit à la WSC d'être immédiatement reconnue par l'armée, avec laquelle elle travailla toujours en étroite coopération.
En six semaines, l'armée et la commission, travaillant en étroite coordination, organisèrent quatre hôpitaux totalisant 2 000 lits, ouvrirent une maison de convalescence, équipèrent des wagons médicaux, recrutèrent des infirmières, organisèrent le service de blanchisserie et l'ensevelissement des morts.
La commission s'engagea ensuite dans la collecte de vêtements, de matériel et de médicaments correspondant aux besoins des hôpitaux administrés par l'armée de l'Union. Elle confia à Dorothea Dix, la mission de recruter des femmes qui puissent être employées comme infirmières ou comme aides-soignantes dans les établissements de soins de l'Union.

## Organisation, financement et développement
La commission était présidée par James E. Yeatman, banquier et philanthrope, assisté par trois personnalités locales et par le révérend Eliot, qui occupait les fonctions de trésorier, tous faisant partie de sa congrégation.
Tout d'abord cantonnée au Missouri, mais bénéficiant sans discrimination à tous les soldats de l'Union, l'action de la Western Sanitary Commission s'étendit, après la prise des forts Henry et Donelson (février 1862) à d'autres théâtres d'opérations, toujours à l'ouest du Mississippi. Elle contribua notamment à affréter bon nombre des hôpitaux flottants qui transportèrent les malades et les blessés de la bataille de Shiloh et de la campagne de Vicksburg vers les hôpitaux de Saint Louis et de Keokuk (Iowa).
Elle mit aussi en place des « hôpitaux de bord de route » (wayside hospitals) qui accueillirent, pendant la durée du conflit, 420 000 soldats regagnant l'arrière ou remontant vers le front. « Par ordre spécial des généraux Halleck et Schofield » la commission fut également chargée du sort des réfugiés en provenance des États confédérés. Elle mit sur pied neuf écoles qui pourvurent au besoin de 3 000 enfants de réfugiés, noirs et blancs. Dirigée par des abolitionnistes, la WSC porta une attention particulière au sort des affranchis, organisant, autant que faire se pouvait, leur insertion dans leur nouvel environnement.
Soutenue par d'autres associations de bienfaisance (comme la Saint Louis Ladies Union Aid Society créée en juillet 1861), la WSC opérait à régime avec un budget mensuel de 50 000 $, ce qui représentait le quart du budget de la U.S. Sanitary commission, l'organisation nationale avec laquelle elle fut constamment en conflit sur des questions de préséance, de compétences et de levées de fonds. Fondée en juin 1861, la Sanitary estimait en effet que la coordination des efforts devait être centralisée et considérait que l'autonomie de la Western était néfaste. De son côté, la Western soutenait que le contexte et les besoins locaux, qu'elle décrivait comme spécifiques, ne pouvaient être traités de manière efficace depuis la côte Est. Grâce à la qualité de son action de terrain, la WSC réussit toujours à mettre de son côté les décideurs, sur lesquels ses adversaires faisaient pression, et conserva ainsi son autonomie tout au long du conflit.
L'argent de la WSC provenait en faible partie de l'État du Missouri, mais surtout de donateurs privés, qu'ils soient citoyens de la ville de Saint Louis, Californiens, ou résidents de la Nouvelle-Angleterre, et surtout de manifestations caritatives connues sous le nom de Sanitary fairs. La plus importante, baptisée Mississippi Valley Sanitary Fair, se tint du 17 mai au 18 juin 1864 à Saint Louis. Elle produisit un bénéfice net de 554 591 $, ce qui la mit au troisième rang (après New York et Philadelphie) des Sanitary fairs organisées pendant la guerre de Sécession. À la fin du conflit, la WSC avait récolté 771 000 $ en espèces et 3,5 millions de $ en nature.
Grâce à ces donations, la WSC s'occupait de trouver des bâtiments adaptés pour y établir des hôpitaux, de fournir et de former du personnel infirmier, de recueillir des vivres et du matériel, d'affréter des transports (trains, bateaux), d'inspecter les campements et les hôpitaux et d'en améliorer l'hygiène.
La Western sanitary commission survécut, en tant qu'organisation caritative, jusqu'à la mort du révérend Eliot (1886). Ses biens servirent alors à financer la création d'une école d'infirmières.